# Teórida de Lemnos
Teórida de Lemnos (en griego antiguo: Θεωρίς) (murió antes del 323 a. C.) fue una mujer griega de Lemnos que vivió en Atenas en el siglo IV a. C. y trabajó como curandera. En algún momento antes del año 323, fue juzgada y ejecutada junto con sus hijos. Por qué fue juzgada no está claro: se ha sugerido que fue condenada por homicidio intencional, planificación de homicidio o asebeia. Han sobrevivido tres relatos antiguos de su procesamiento, que forman el relato más detallado de un juicio por brujería que ha sobrevivido en la Grecia clásica.

## Biografía
Teórida era originaria de la isla de Lemnos, aunque vivía en Atenas. Lemnos estaba controlada por Atenas desde el año 390 a. C., por lo que Teórida pudo haber sido ciudadana ateniense; aunque también pudo haber sido una de las lemnianas "desposeídas" que no provenían de los asentamientos atenienses en la isla. Teórida tuvo hijos, aunque no hay mención de un marido en las fuentes antiguas. Es posible que sus hijos hayan sido engendrados por Eunomo, el hermano de Aristógeiton, pero el texto de Demóstenes no es claro al respecto. En su casa también estaba la sirvienta que, según Demóstenes, denunció a Teórida, lo que sugiere que tenía cierto nivel de riqueza.
Al parecer Teórida usaba la magia. Demóstenes la describe como una pharmakis, literalmente una proveedora de drogas y pociones, aunque en este contexto puede significar bruja o hechicera. Filócoro la llama mantis o vidente. Estas dos descripciones no son necesariamente incompatibles: ya que los usuarios de magia en la antigua Grecia no se limitaban necesariamente a un tipo de actividad sobrenatural, y la misma persona podía predecir el futuro y suministrar pociones. Según Demóstenes, Eunomo – que adquirió las pociones y encantamientos de Teórida tras su muerte – afirmó ser capaz de curar la epilepsia, y Teórida también puede haber afirmado que sus remedios podían curar. Plutarco describe a Teórida como una sacerdotisa –, aunque algo inusual en Plutarco, ya que no identifica a la deidad a la que servía.
Algún tiempo antes del año 323 Teórida fue llevada a juicio en Atenas, condenada y ejecutada junto con sus hijos. Plutarco afirma que la acusación fue iniciada por Demóstenes. No se sabe con certeza de qué delito se acusó exactamente a Teórida, ya que las fuentes antiguas que han sobrevivido difieren. Según Demóstenes, fue por lanzar encantamientos y usar drogas dañinas; Filócoro informa que fue acusada de asebeia y Plutarco que fue condenada por "cometer muchas fechorías y enseñar a los esclavos a engañar".

## Delito
En la Atenas clásica, el uso de la magia no era en sí mismo un delito, aunque sí lo era el uso de pociones o drogas para matar. Derek Collins sugiere que Teórida probablemente fue acusada de homicidio intencional por envenenamiento. Si así fuera, habría sido juzgada ante el Areópago. Aunque es posible que fuera acusada de planificaciónde homicidio y fuera juzgada en el Palladion. Como sus hijos fueron ejecutados con ella, Collins sostiene que el primer escenario es más probable.
Según Filócoro, Teoris fue procesado por asebeia. En la Atenas clásica, la ley contra la impiedad se aplicaba sobre muchas acciones posibles: la ley no definía qué constituía impiedad y, por tanto, era responsabilidad del fiscal demostrar que las acciones del acusado lo eran. Michael Rinella sostiene que la brujería podría ser perseguida bajo la ley contra la impiedad. Sin embargo, Collins sostiene que este no fue el caso, ya que aparte de Teórida no hay evidencia de procesamiento de brujas en la Atenas clásica.
Matthew Dickie sostiene que Filócoro tiene razón al identificar el crimen de Teórida como impiedad, ya que solo en los casos más graves se animaba a los esclavos a denunciar a sus dueños; el hecho de que la criada la denunciara contra ella sugiere que su delito lo era. Esther Eidinow sugiere que los delitos de Teórida tenían más que ver con ofender sensibilidades religiosas o sociales. Ella sostiene que si Teórida hubiera sido procesada por homicidio, el cargo habría sido descrito más explícitamente en Contra Aristogitón, como ocurre en el discurso de Antifón Contra la madrastra por envenenamiento, que utiliza la palabra fonos  ('homicidio') para describir un crimen similar. Una acusación de impiedad, según Eidinow, explicaría mejor la renuencia a especificar la acusación contra ella en Contra Aristogitón y explicaría la descripción de ella en ese discurso como miaros ('contaminada').